# Comme une symphonie d'amour
Albums de Miriam Makeba
Country Girl
(1978) Sangoma
(1988)
Comme une symphonie d'amour est un album de Miriam Makeba sorti en 1979.

## L'album
Cet album est aussi sorti sous le titre Sabelani. La chanson Comme une Symphonie d'amour est un des rares titres en français que Miriam Makeba a interprétés,.
Cet album est le dernier avant une longue période sans enregistrement, jusqu'à ce que Paul Simon l'invite à l'accompagner sur la tournée de son album Graceland en 1987, après quoi elle sort l'album Sangoma en 1988.
Elle reprendra trois chansons de cet album dans son dernier album Reflections en 2003 : Comme une symphonie d'amour, Iyaguduza et African Convention.

### Titres
1. "Comme une symphonie d'amour" (Jérôme Camilly, Pierre Jeantet) (3:45)
2. "Malaisha (Bring the Axe)" (Rajkama) (3:40)
3. "Iyaguduza" (Miriam Makeba) (5:38)
4. "Chicken (Kikirikiki)" (Pai) (4:22)
5. "Ndibanga Hamba" (Miriam Makeba) (3:25)
6. "Sabelani" (Philemon Hou) (4:46)
7. "Ngewundini" (Miriam Makeba) (4:32)
8. "African Convention" (Hugh Masekela) (5:05)
9. "Murtala" (Bongi Makeba) (6:20)